# Yanamur
Yanamur és un nom propi femení d'origen amazic (berber). S'escriu en tifinagh com ⵢⴰⵏⴰⵎⵓⵔ i el seu significat és "mare terra" o "terra única".

## Origen i significat
El nom Yanamur prové de la llengua amaziga, parlada pels pobles berbers del Nord d'Àfrica. La seva estructura respon a una formació lingüística típica de la tradició antroponímica berber. El seu significat s'obté de la combinació dels termes:
- Yan (ⵢⴰⵏ): "únic/a".[2]
- Amur (ⴰⵎⵓⵔ): "terra".[2]

D’aquesta manera, Yanamur s’interpreta com "la terra única" o "mare terra", un concepte profundament lligat a la cosmovisió i cultura amaziga.

## Ús i distribució
Yanamur és un nom utilitzat principalment al Nord d’Àfrica, especialment a regions de forta presència amaziga com:
- Rif (Marroc)
- Cabília (Algèria)
- Illes Canàries (Espanya)
- Melilla (Espanya)

A més, a causa de la diàspora amaziga, també es troba a Occident, on les comunitats berbers han portat les seves tradicions i noms a nous territoris.

## Cultura i tradició
El nom Yanamur forma part del patrimoni lingüístic i cultural berber, reflectint el seu vincle amb la natura i la terra. En la tradició amaziga, els noms propis solen estar lligats a elements naturals i conceptuals que reforcen la identitat i la història del poble berber.